# Sowa Town
Sowa Town è una città del Botswana, con una popolazione di 3 598 abitanti. Si trova nel distretto Centrale, sulle rive del lago salato di Sowa Pan.
Da un punto di vista amministrativo, costituisce un'entità di primo livello insieme alle altre 5 maggiori città: Gaborone, Francistown, Lobatse, Jwaneng e Selebi Pikwe.

## Località
- LBB Camp
- Management Camp
- Soda Ash Camp/P Camp

## Industria
Nei pressi di Sowa Town sorge un impianto di estrazione di carbonato di sodio gestito dalla Botswana Ash, una compagnia a partecipazione statale.